# Ходырев, Антон Алексеевич
Антон Алексеевич Хо́дырев (26 января 1992, Москва) — российский футболист, левый защитник.

## Карьера
Воспитанник московского «Спартака». В основном составе клуба дебютировал 13 июля 2010 года в матче Кубка России по футболу против «Металлурга» из Липецка. В чемпионате России дебютировал 30 октября 2010 года в матче против «Ростова» (2:1) на позиции левого защитника. Провёл на поле весь матч, получил жёлтую карточку, а главный тренер «Спартака» Валерий Карпин назвал его дебют великолепным.
6 июля 2016 года подписал контракт с саратовским «Соколом». 13 сентября 2017 года дебютировал за «Анжи-Юниор» в матче против «Челябинска».
В 2021 году входил в тренерский штаб клуба ПФЛ «Красный» из одноимённого посёлка Смоленской области. 1 апреля 2021 года был внесён в заявку клуба в качестве администратора команды.
В июле 2021 года был внесён в заявку клуба «Металлург-Видное» в качестве администратора команды на сезон 2021/22.
В 2023 году непродолжительное время был главным тренером созданной фанатами «Спартака» «Народной команды» в Медиалиге.

## Достижения
Спартак (Москва)
- Победитель молодёжного первенства России (1): 2010
- Серебряный призёр молодёжного первенства России (2): 2009, 2011/12

Спартак-2 (Москва)
- Победитель Второго дивизиона (зона «Запад»): 2014/15

Молодёжная сборная России 
- Обладатель Кубка Содружества (1): 2012.